# Alex McDonald (Leichtathlet)
Alex McDonald (* 1945) ist ein ehemaliger jamaikanischer Mittelstreckenläufer und Sprinter.
Bei den Panamerikanischen Spielen 1967 in Winnipeg gewann er Bronze in der 4-mal-400-Meter-Staffel und wurde Fünfter über 800 m.
Seine persönliche Bestzeit über 880 Yards von 1:48,3 min (entspricht 1:47,6 min über 800 m) stellte er am 14. Juni 1967 in Toronto auf.